# Voces8
 (janvier 2019).
Voces8 est un octuor a cappella britannique composé de deux femmes (soprano et alto) et de six hommes (répartis dans les différents pupitres de contreténor, ténor, baryton et basse).
Depuis 2021 l'ensemble comprend un poste de second soprano (assuré par une voix de femme). Le reste de l'effectif (5 voix d'hommes) est constitué d'un second alto/contreténor, de 2 ténors, 1 baryton et une basse.

## Présentation
Formé en 2005, Voces8 possède un répertoire varié allant des œuvres chorales de la Renaissance anglaise et européenne à leurs propres arrangements de musiques de films, de rock ou de jazz.
Leur nom leur est venu alors qu'ils étaient en route pour une compétition. Paul Smith, l'un des membres fondateurs, déclare à ce sujet : « Nous avions besoin d'un nom pour monter sur scène. Nous étions huit et nous étions en Italie. Nous voulions quelque chose qui évoque des voix mais aussi une ambiance latine, "voces" nous a plu pour cela. ».
Voces8 connaît un succès international ; en 2017, il chante aux États-Unis, en France, en Allemagne, au Royaume-Uni, au Japon et dans d'autres pays européens.
Au cours des dernières saisons, Voces8 se produit de nombreuses fois à Londres, notamment au Wigmore Hall et au Royal Festival Hall, à la Cité de la musique de Paris, au Tokyo Opera City, au Centre national des arts du spectacle de Pékin, au Shanghai Concert Hall, au New Israeli Opera de Tel Aviv et au Théâtre Mariinsky de Saint Pétersbourg.
Le groupe se produit beaucoup en France, à Paris, mais également au festival de musique classique La Folle Journée de Nantes auquel ils sont fidèles depuis plusieurs années, ou encore aux Heures Musicales de l'Abbaye de Lessay.

## Composition du groupe

### Membres actuels
Les membres de Voces8 sont :
- Andrea Haines : 1re soprano (depuis 2008)
- Molly Noon : 2de soprano (depuis 2021)
- Katie Jeffries-Harris : 1er alto (depuis 2018)

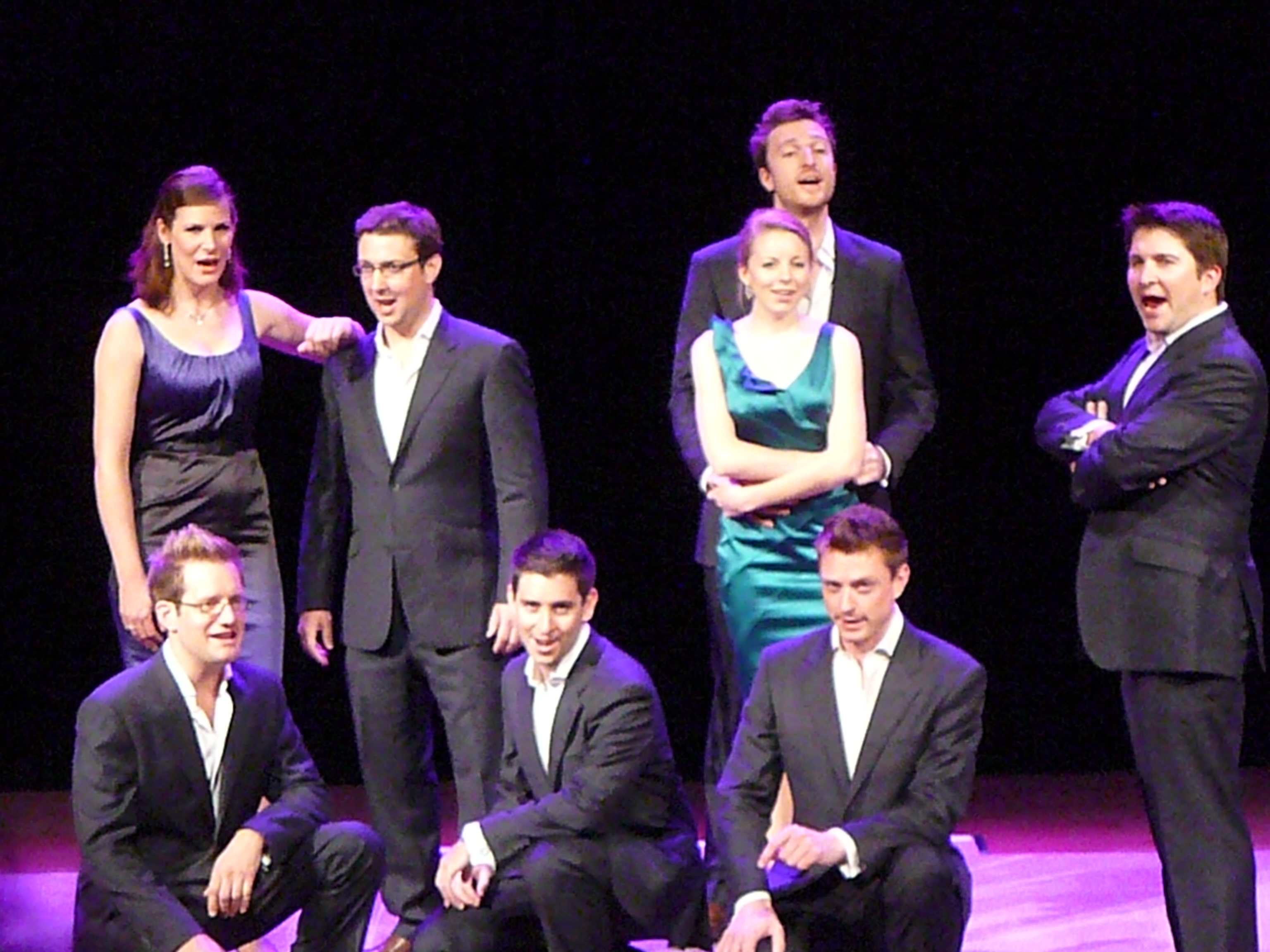
Voces8 en concert le 19 juin 2011 à Metz

- Barnaby Smith : 2d alto-contre-ténor (depuis 2005)
- Blake Morgan : 1er ténor (depuis 2016)
- Euan Williamson : 2d ténor (depuis 2019)
- Christopher Moore : baryton (depuis 2018)
- Dominic Carver : basse (depuis 2023)

### Anciens membres
Voces8 est devenu professionnel en 2007. Barnaby Smith est le seul des membres d'origine à faire encore partie du groupe. 
Les anciens membres sont :  
- Rachel Major : 1re soprano (2005-2008)
- Catherine Backhouse : 2de soprano (2005-2009)
- Emily Dickens : 2de soprano (2009-2017)
- Eleonore Cockerham : 2de soprano (2017-2021)

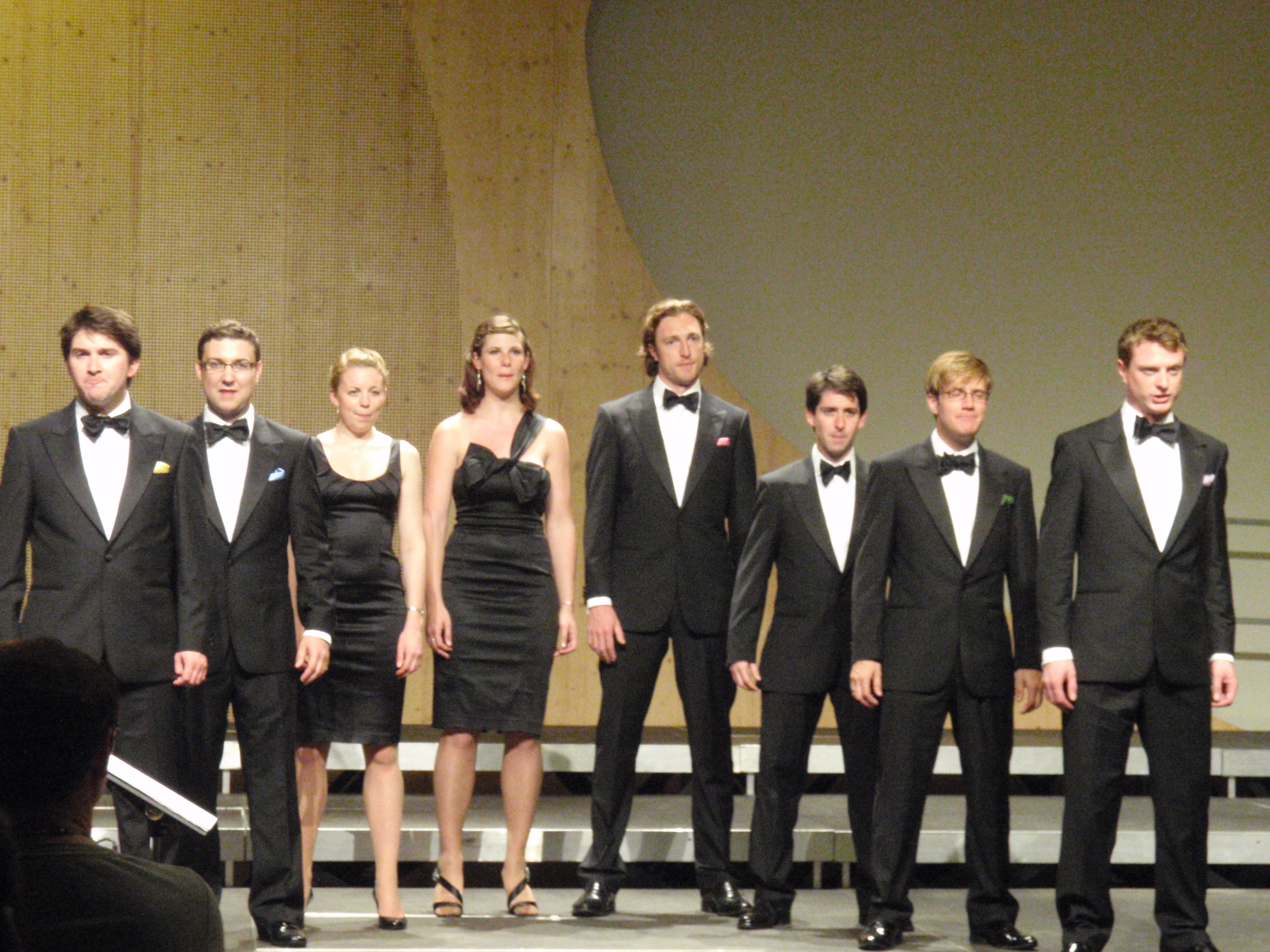
Voces8 en concert le 10 juin 2010 à Maizières-les-Metz

- Daniel Keating-Smith : 1er contre-ténor (2005-2007)
- Chris Wardle : 1er contre-ténor (2007-2018)
- Charles MacDougall : 1er ténor (2005-2012)
- Oliver Vincent : 1er ténor (2012-2016)
- Thomas Elwin : 2d ténor (2005-2006)
- Robin Bailey : 2d ténor (2006-2009)
- Robert Smith : 2d ténor (2009-2013)
- Sam Dressel : 2d ténor (2013-2019)
- Paul Smith : baryton (2005-2016)
- Rob Clark : baryton (2016-2018)
- Simon Whiteley : basse (2005-2006)
- Greg Hallam : basse (2006-2007)
- Dingle Yandell : basse (2007-2015)
- Jonathan Pacey : basse (2015-2022)